# 豊北駅 (杭州市)
豊北駅（ほうほくえき）は、中華人民共和国浙江省杭州市蕭山区平瀾路と通文西路の交差点に位置する杭州地下鉄6号線の駅。計画中の11号線および建設中の15号線も当駅を経由する予定となっている。

## 歴史

駅の開業前、列車が当駅を通過する様子

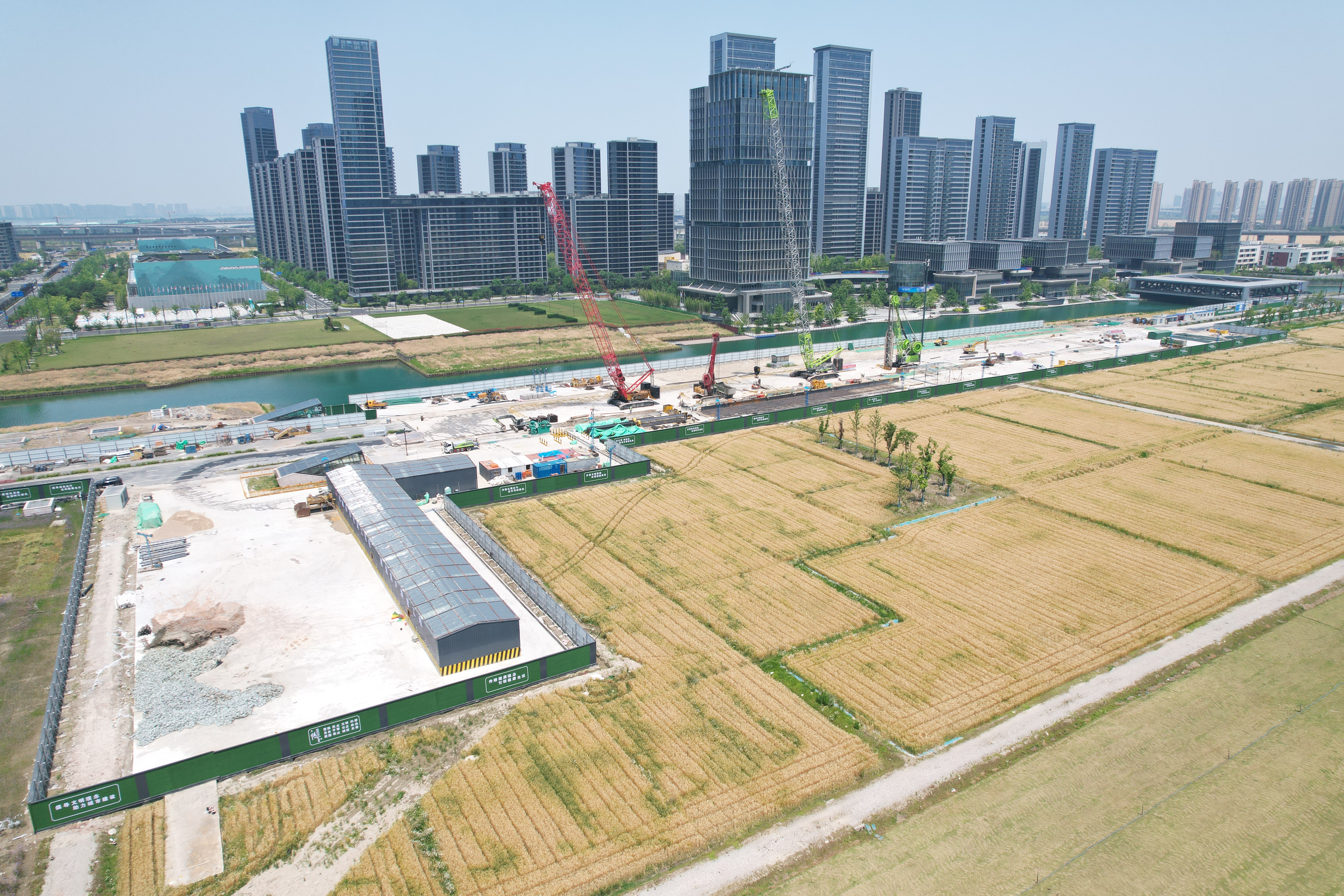
15号線の工事現場（2024年5月）

- 2021年11月6日：6号線の当駅付近の区間が開通したが、当駅に関しては駅周辺の工事の遅れにより開業が見送られた[2]。
- 2023年11月6日：6号線の駅が正式に開業[3]。

## 駅構造
島式ホーム2面4線を有する地下駅。6号線は内側2線を使用し、計画中の11号線が外側2線を使用する計画となっている。11号線の開業後には、両路線で同一方向の対面乗り換えが可能となる予定。また、6号線の亜運村方面側には上下線間の両渡り線に加え、豊北車両基地へ接続する2本の引き上げ線が設置されている。
6号線の当初の設計案では島式1面2線の地下駅として計画され、終点側 に単渡り線を設置し、豊北車両基地への出入庫線を接続させる計画も存在していた。しかし、路線網の再編により沿江路線（現在の11号線）を建設する計画が付け足されたことから、駅の構造は現在の形へと変更された。2017年5月に地下連続壁が完成した直後、当初の設計構造は放棄され駅南東側で新たな設計に基づく建設が改めて行われた。
建設中の15号線は、島式ホーム1面2線を有する地下駅を別途設置する計画で、盈豊路駅方面には上下線間を接続する単渡り線が設置されている。

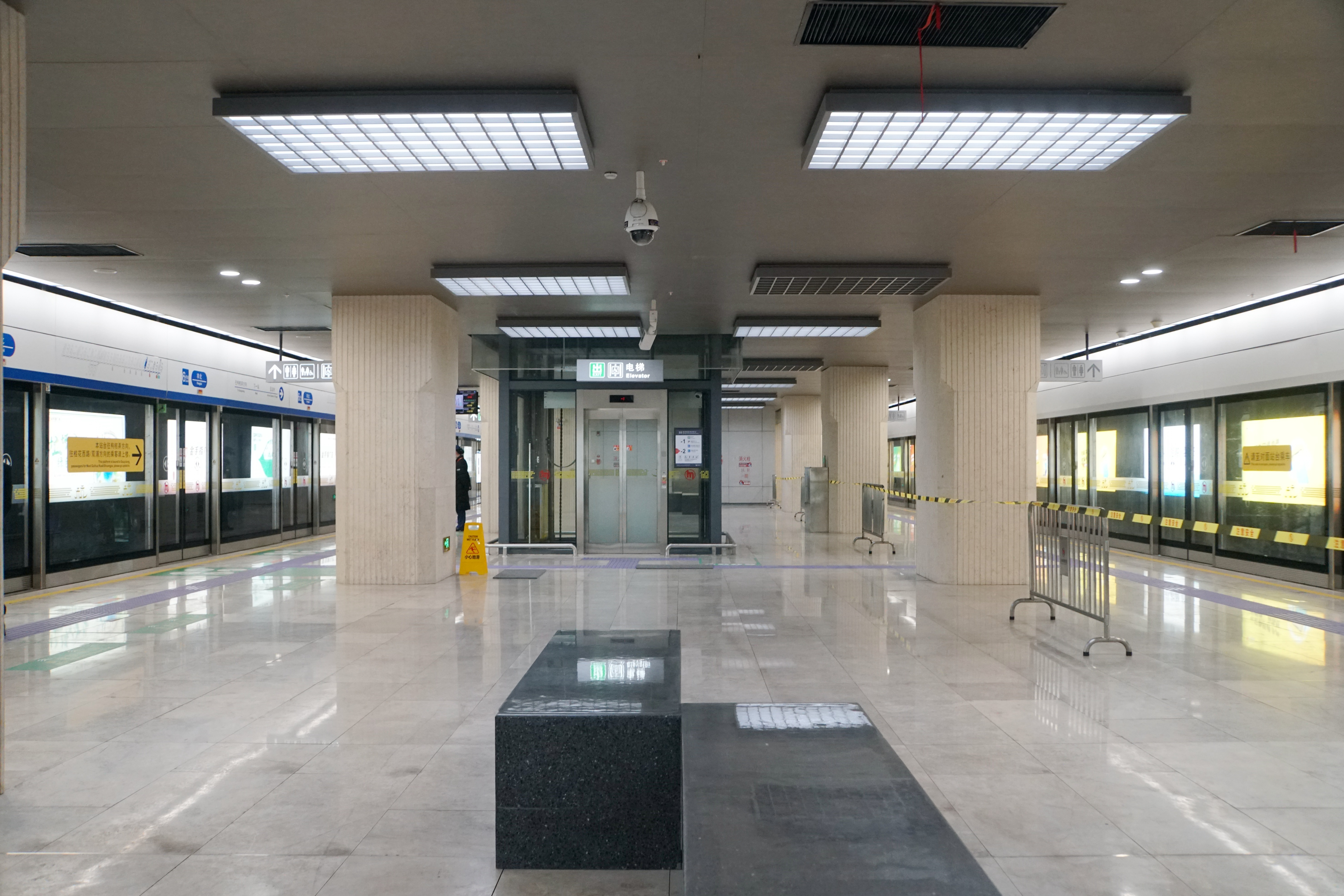
6号線枸橘弄方面ホーム
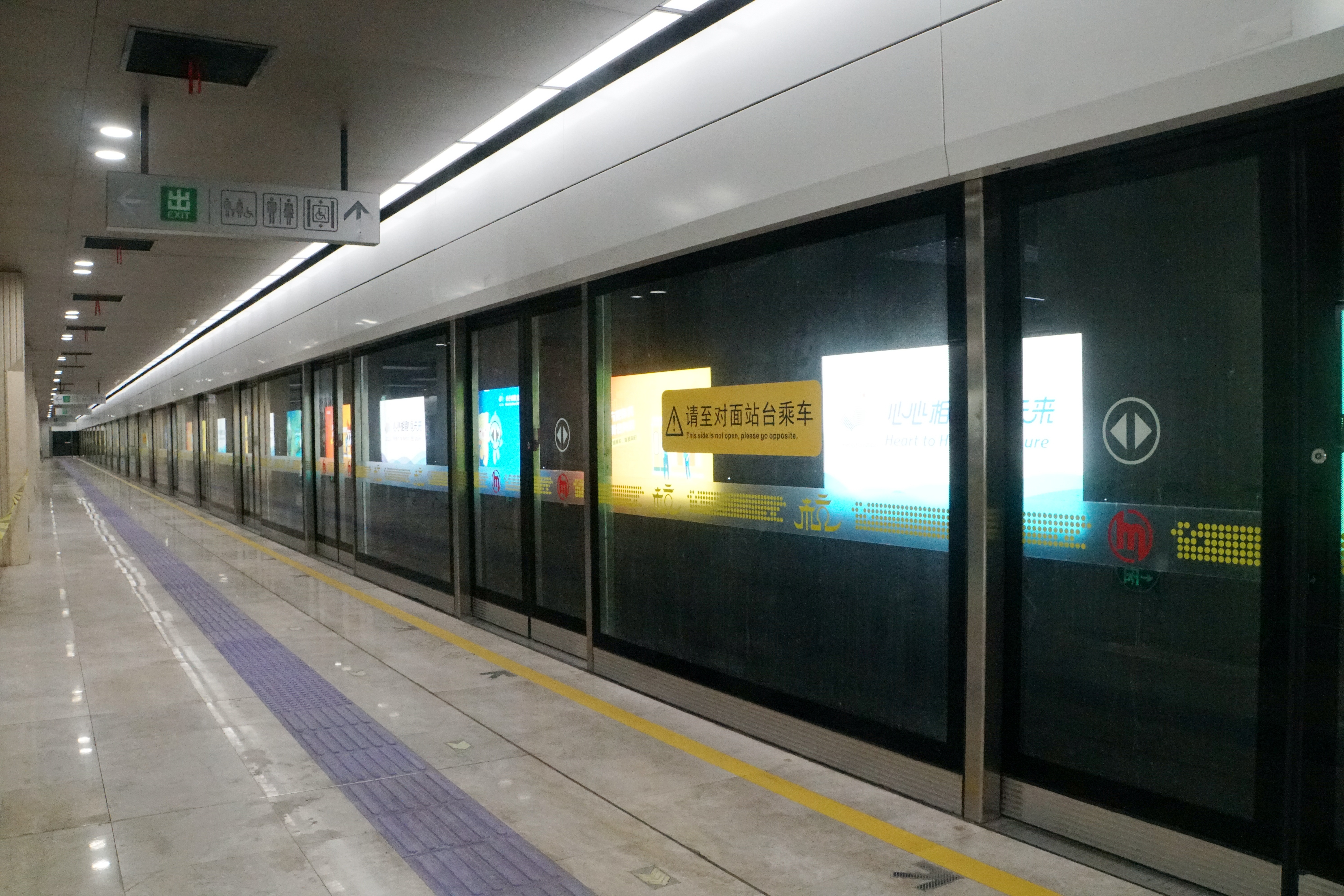
11号線の予留ホーム
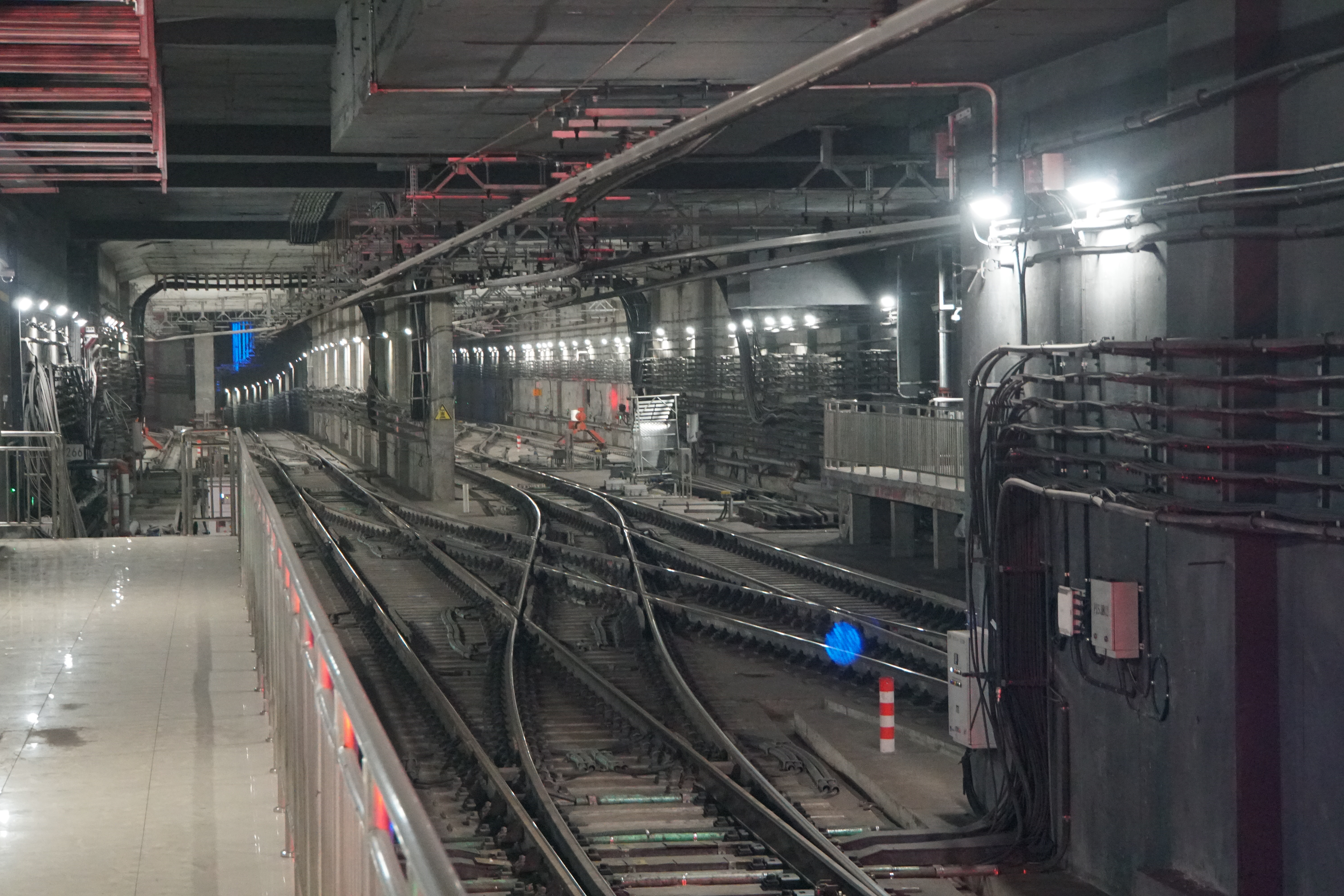
6号線の両渡り線と出入庫線

### のりば
案内上ののりば番号は設定されていない。
| 路線     | 方向 | 行先                           |
| -------- | ---- | ------------------------------ |
| ■ 11号線 | -    | 未使用                         |
| ■ 6号線  | 下り | 桂花西路・双浦方面             |
| ■ 6号線  | 上り | 火車東站（東広場）・枸橘弄方面 |
| ■ 11号線 | -    | 未使用                         |

（出典：杭州地下鉄：站内空间示意图）

## その他

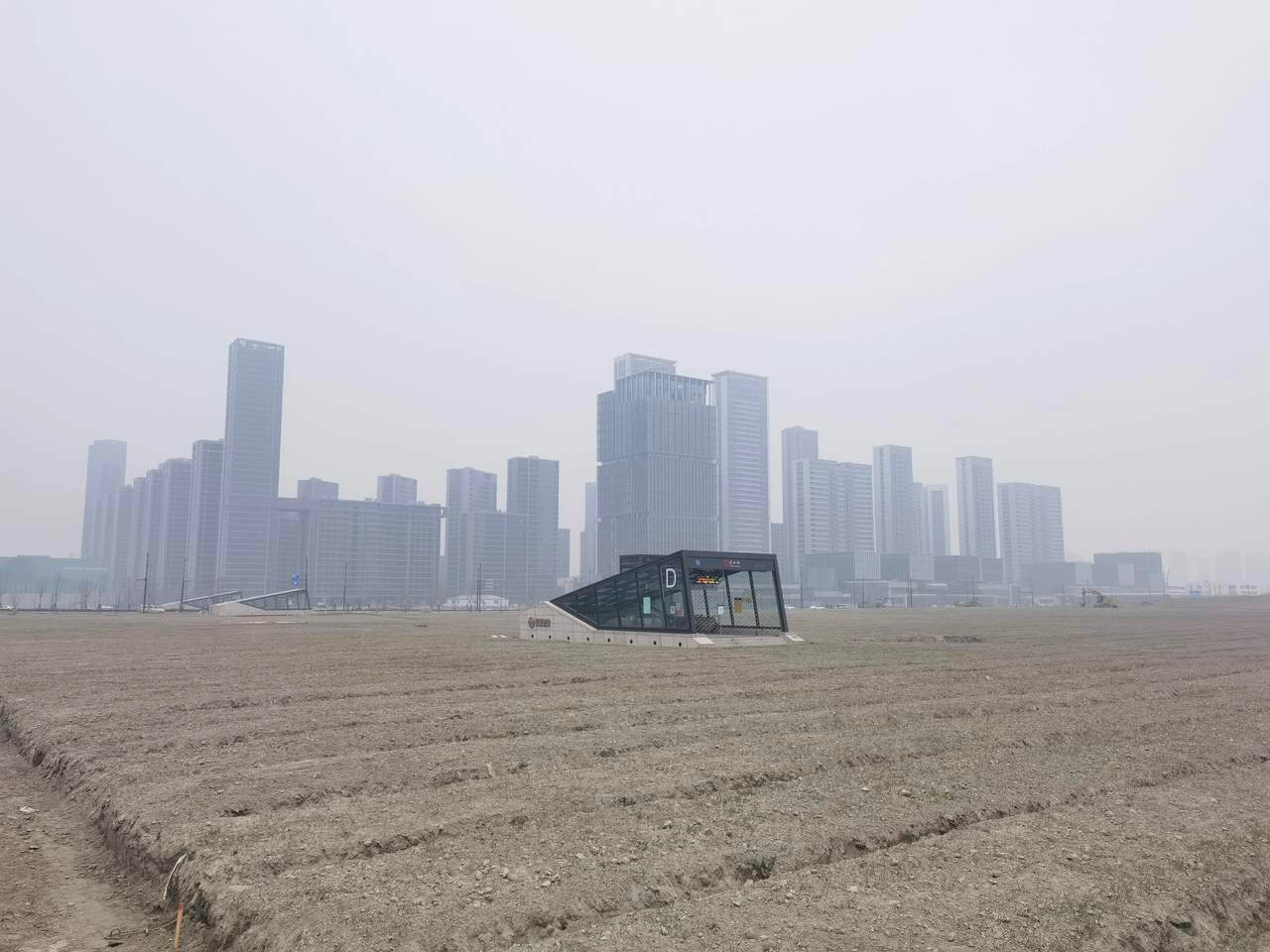
麦畑の中に位置するD出入口（2022年1月）

豊北駅が位置するエリアは「銭塘湾総部基地」を設置する計画とされているが、2022年頃にはまだ周りが小麦畑となっており、D出入口はその真ん中に孤立する格好となっていた。しかし近隣には既に銭江世紀城の高層ビル群が立ち並んでいたため、小麦畑と摩天楼のコントラストが当時現地のネット上で話題となった。現在、最寄りの地下鉄出口に近い2区画の農地は、油菜の栽培に切り替えられている。

## 隣の駅
杭州地下鉄
■ 6号線
銭江世紀城駅 - 豊北駅 - 亜運村駅
■ 15号線（建設中）
盈豊路駅 - 豊北駅 - 江河匯駅